# Guiry-en-Vexin
Guiry-en-Vexin és un municipi francès, situat al departament de Val-d'Oise i a la regió de Illa de França. L'any 2007 tenia 163 habitants.
Forma part del cantó de Vauréal, del districte de Pontoise i de la Comunitat de comunes Vexin centre.

## Demografia

### Població
El 2007 la població de fet de Guiry-en-Vexin era de 163 persones. Hi havia 60 famílies, de les quals 8 eren unipersonals (8 homes vivint sols), 28 parelles sense fills i 24 parelles amb fills.
La població ha evolucionat segons el següent gràfic:
Habitants censats

### Habitatges
El 2007 hi havia 70 habitatges, 62 eren l'habitatge principal de la família, 5 eren segones residències i 3 estaven desocupats. 61 eren cases i 9 eren apartaments. Dels 62 habitatges principals, 46 estaven ocupats pels seus propietaris, 13 estaven llogats i ocupats pels llogaters i 2 estaven cedits a títol gratuït; 1 tenia dues cambres, 5 en tenien tres, 13 en tenien quatre i 42 en tenien cinc o més. 50 habitatges disposaven pel capbaix d'una plaça de pàrquing. A 22 habitatges hi havia un automòbil i a 37 n'hi havia dos o més.

### Piràmide de població
La piràmide de població per edats i sexe el 2009 era:
| Homes | Edats   | Dones |
| ----- | ------- | ----- |
| 0     | 95 o +  | 0     |
| 0     | 90 a 94 | 0     |
| 0     | 85 a 89 | 0     |
| 0     | 80 a 84 | 0     |
| 8     | 75 a 79 | 4     |
| 0     | 70 a 74 | 0     |
| 0     | 65 a 69 | 0     |
| 4     | 60 a 64 | 4     |
| 0     | 55 a 59 | 0     |
| 4     | 50 a 54 | 4     |
| 20    | 45 a 49 | 20    |
| 4     | 40 a 44 | 12    |
| 8     | 35 a 39 | 0     |
| 4     | 30 a 34 | 0     |
| 4     | 25 a 29 | 4     |
| 4     | 20 a 24 | 0     |
| 20    | 15 a 19 | 8     |
| 0     | 10 a 14 | 4     |
| 12    | 5 a 9   | 4     |
| 0     | 0 a 4   | 4     |

## Economia
El 2007 la població en edat de treballar era de 123 persones, 96 eren actives i 27 eren inactives. De les 96 persones actives 91 estaven ocupades (45 homes i 46 dones) i 5 estaven aturades (3 homes i 2 dones). De les 27 persones inactives 10 estaven jubilades, 11 estaven estudiant i 6 estaven classificades com a «altres inactius».

### Ingressos
El 2009 a Guiry-en-Vexin hi havia 60 unitats fiscals que integraven 170,5 persones, la mediana anual d'ingressos fiscals per persona era de 27.039 €.

### Activitats econòmiques
Dels 5 establiments que hi havia el 2007, 1 era d'una empresa de comerç i reparació d'automòbils, 1 d'una empresa de transport, 2 d'empreses d'hostatgeria i restauració i 1 d'una empresa immobiliària.
Els 2 serveis als particulars que hi havia el 2009 eren restaurants.
L'any 2000 a Guiry-en-Vexin hi havia 5 explotacions agrícoles.

## Poblacions més properes
El següent diagrama mostra les poblacions més properes.